# Tmarus biocellatus
Tmarus biocellatus là một loài nhện trong họ Thomisidae.
Loài này thuộc chi Tmarus. Tmarus biocellatus được Cândido Firmino de Mello-Leitão miêu tả năm 1929.